# Xã Galla, Quận Pope, Arkansas
Xã Galla (tiếng Anh: Galla Township) là một xã thuộc quận Pope, tiểu bang Arkansas, Hoa Kỳ. Năm 2010, dân số của xã này là 4.681 người.